# David Pintado
David Pintado (Buenos Aires, 15 de septiembre de 1927 – Argentina, 26 de noviembre de 2018) fue un médico y dirigente del fútbol argentino. Entre 1993 y 1997, fue vicepresidente de Alfredo Davicce, mientras que durante la gestión de José María Aguilar, ocupó un cargo en la FIFA.
 Este también fue vicepresidente de la AFA , en la cual representaba como su presidente electo Julio Grondona
Desde 1997 a 2001, se desempeñó como presidente del Club Atlético River Plate.

### Resultados electorales

#### 1997
| Candidato                   | Candidato                   | Agrupación                   | Votos  | %       |
| --------------------------- | --------------------------- | ---------------------------- | ------ | ------- |
|                             | David Pintado               | Frente Cruzada Riverplatense | 4 003  | 64,28%  |
|                             | Norberto Alonso             | Movimiento Proyecto River 97 | 994    | 15,96%  |
|                             | Alfredo Bravo               | Alianza Ética Riverplatense  | 668    | 10,73%  |
|                             | Héctor Cavallero            | Alianza para el Cambio       | 544    | 8,64%   |
| Total de votos válidos      | Total de votos válidos      | Total de votos válidos       | 6 209  | 99,61%  |
| Votos nulos y blancos       | Votos nulos y blancos       | Votos nulos y blancos        | 18     | 0,39%   |
| Total de empadronados       | Total de empadronados       | Total de empadronados        | 28 600 | 28 600  |
| Total de sufragios emitidos | Total de sufragios emitidos | Total de sufragios emitidos  | 6 227  | 100,00% |

#### 2005
| Candidato                   | Candidato                   | Agrupación                         | Votos | %       |
| --------------------------- | --------------------------- | ---------------------------------- | ----- | ------- |
|                             | José María Aguilar          | Frente Riverplatense de sus Socios | 3 938 | 51,96%  |
|                             | Alfredo Davicce             | River Mundial                      | 1 329 | 17,54%  |
|                             | David Pintado               | Triángulo Riverplatense            | 1 188 | 15,67%  |
|                             | Daniel Kiper                | Unidos por River                   | 557   | 7,35%   |
|                             | Luis María Corsiglia        | River total                        | 544   | 7,18%   |
| Total de votos válidos      | Total de votos válidos      | Total de votos válidos             | 7 556 | 99,7%   |
| Votos nulos y blancos       | Votos nulos y blancos       | Votos nulos y blancos              | 23    | 0,3%    |
| Total de mesas              | Total de mesas              | Total de mesas                     | 30    | 30      |
| Total de sufragios emitidos | Total de sufragios emitidos | Total de sufragios emitidos        | 7 579 | 100,00% |

## Palmarés

### Como presidente
| Título          | Club        | País      | Año  |
| --------------- | ----------- | --------- | ---- |
| Torneo Apertura | River Plate | Argentina | 1999 |
| Torneo Clausura | River Plate | Argentina | 2000 |